# Prva hrvatska košarkaška liga 1993-1994
La Prva hrvatska košarkaška liga 1993-1994 è stata la 3ª edizione del massimo campionato croato di pallacanestro maschile. La vittoria finale è stata ad appannaggio del Cibona Zagabria.

## Risultati

### Stagione regolare

#### Gruppo Nord
|    | Squadra         | G  | V  | P  | PF   | PS   | Pt. | Qualificazione |
| -- | --------------- | -- | -- | -- | ---- | ---- | --- | -------------- |
| 1. | Cibona Zagabria | 14 | 14 | 0  | 1343 | 1046 | 28  | gruppo bianco  |
| 2. | KK Zagabria     | 14 | 11 | 3  | 1186 | 978  | 25  | gruppo bianco  |
| 3. | Dona Zagabria   | 14 | 7  | 7  | 1160 | 1203 | 21  | gruppo bianco  |
| 4. | Zrinjevac       | 14 | 6  | 8  | 1131 | 1132 | 20  | gruppo bianco  |
| 5. | Osijek          | 14 | 6  | 8  | 1024 | 1160 | 20  | gruppo blu     |
| 6. | Dubrava         | 14 | 5  | 9  | 1015 | 1088 | 19  | gruppo blu     |
| 7. | MIV Varaždin    | 14 | 4  | 10 | 1006 | 1101 | 18  | gruppo blu     |
| 8. | Gradine Pola    | 14 | 3  | 11 | 1034 | 1192 | 17  | gruppo blu     |

#### Gruppo Sud
|    | Squadra            | G  | V  | P  | PF   | PS   | Pt. | Qualificazione |
| -- | ------------------ | -- | -- | -- | ---- | ---- | --- | -------------- |
| 1. | Croatia Osiguranje | 14 | 14 | 0  | 1340 | 1054 | 28  | gruppo bianco  |
| 2. | Zara               | 14 | 9  | 5  | 1313 | 1181 | 23  | gruppo bianco  |
| 3. | Šibenik            | 14 | 9  | 5  | 1219 | 1157 | 23  | gruppo bianco  |
| 4. | Kvarner Rijeka     | 14 | 8  | 6  | 1153 | 1097 | 22  | gruppo bianco  |
| 5. | Alkar              | 14 | 6  | 8  | 1091 | 1142 | 20  | gruppo blu     |
| 6. | Dalvin             | 14 | 6  | 8  | 1058 | 1140 | 20  | gruppo blu     |
| 7. | Jadrankolor Rijeka | 14 | 3  | 11 | 1122 | 1261 | 17  | gruppo blu     |
| 8. | Borik Puntamika    | 14 | 1  | 13 | 1148 | 1412 | 15  | gruppo blu     |

#### Gruppo Bianco
|    | Squadra            | G  | V  | P  | PF   | PS   | Pt. | Qualificazione |
| -- | ------------------ | -- | -- | -- | ---- | ---- | --- | -------------- |
| 1. | Cibona Zagabria    | 14 | 14 | 0  | 1369 | 1138 | 28  | playoff        |
| 2. | Croatia Osiguranje | 14 | 10 | 4  | 1220 | 1138 | 24  | playoff        |
| 3. | KK Zagabria        | 14 | 9  | 5  | 1262 | 1165 | 23  | playoff        |
| 4. | Osijek             | 14 | 8  | 6  | 1178 | 1143 | 22  | playoff        |
| 5. | Zara               | 14 | 5  | 9  | 1220 | 1309 | 19  |                |
| 6. | Šibenik            | 14 | 4  | 10 | 1090 | 1181 | 18  |                |
| 7. | Dona Zagabria      | 14 | 3  | 11 | 1184 | 1131 | 17  |                |
| 8. | JKvarner Rijeka    | 14 | 3  | 11 | 1096 | 1238 | 17  |                |

#### Gruppo Blu
|     | Squadra            | G  | V  | P | PF   | PS   | Pt. | Qualificazione                     |
| --- | ------------------ | -- | -- | - | ---- | ---- | --- | ---------------------------------- |
| 9.  | Dubrava            | 14 | 10 | 4 | 1070 | 1007 | 24  |                                    |
| 10. | Gradine Pola       | 14 | 9  | 5 | 1188 | 1090 | 23  |                                    |
| 11. | MIV Varaždin       | 14 | 8  | 6 | 1107 | 1041 | 22  |                                    |
| 12. | Zrinjevac          | 14 | 8  | 6 | 1173 | 1126 | 22  |                                    |
| 13. | Borik Puntamika    | 14 | 6  | 8 | 1203 | 1264 | 20  |                                    |
| 14. | Dalvin             | 14 | 5  | 9 | 1079 | 1118 | 19  |                                    |
| 15. | Alkar              | 14 | 5  | 9 | 1056 | 1123 | 19  |                                    |
| 16. | Jadrankolor Rijeka | 14 | 5  | 9 | 1041 | 1148 | 19  | spareggio retrocessione/promozione |

### Playoff
|  | Semifinali | Semifinali      | Semifinali |         |    | Finale          | Finale | Finale |  |
|  |            |                 |            |         |    |                 |        |        |  |
|  | 1.         | Cibona Zagabria | 2          |         |    |                 |        |        |  |
|  | 1.         | Cibona Zagabria | 2          |         |    |                 |        |        |  |
|  | 4.         | Zrinjevac       | 0          |         |    |                 |        |        |  |
|  | 4.         | Zrinjevac       | 0          |         | 1. | Cibona Zagabria | 3      |        |  |
|  |            |                 |            |         | 1. | Cibona Zagabria | 3      |        |  |
|  |            |                 | 2.         | Spalato | 0  |                 |        |        |  |
|  | 2.         | Spalato         | 2.         | Spalato | 0  | 2               |        |        |  |
|  | 2.         | Spalato         |            |         |    |                 |        |        |  |
|  | 3.         | KK Zagabria     | 0          |         |    |                 |        |        |  |

| Prva hrvatska košarkaška liga 1993-1994 |
| --------------------------------------- |
| Cibona Zagabria 3º titolo               |

## Formazione vincitrice
| N° | Naz.               | Ruolo | Sportivo         |  | Alt. |  |
| -- | ------------------ | ----- | ---------------- |  | ---- |  |
|    | Croazia (bandiera) | GA    | Slaven Rimac     |  | 193  |  |
|    | Croazia (bandiera) | AP    | Veljko Mršić     |  | 203  |  |
|    | Croazia (bandiera) | P     | Vladan Alanović  |  | 194  |  |
|    | Croazia (bandiera) | P     | Ivica Marić      |  | 182  |  |
|    | Croazia (bandiera) | AG    | Ivica Žurić      |  | 202  |  |
|    | Croazia (bandiera) | C     | Davor Pejčinović |  | 211  |  |
|    | Croazia (bandiera) | All.  | Aza Petrović     |  |      |  |